# جون هنري دفريوإكس
جون هنري دفريوإكس (بالإنجليزية: John Henry Devereux) هو مهندس معماري أمريكي، ولد في 26 يوليو 1840 في مقاطعة وكسفورد في جمهورية أيرلندا، وتوفي في 16 مارس 1920 في مقاطعة تشارلستون في الولايات المتحدة بسبب قصور القلب.